# Омія Ардія
Омія Ардія (яп. 大宮アルディージャ, Омія Ардія) — японський футбольний клуб з міста Сайтама, який виступає в Джей-лізі.